# Томатная паста
Томатная паста (томат-паста) — кулинарная паста из помидоров. В процессе изготовления помидоры протирают для получения гомогенной массы, а затем концентрируют полученное изделие, в частности путём уваривания в 6—8 раз. Томатная паста отличается от томат-пюре большей концентрацией — содержание сухих веществ в ней должно составлять от 24 до 40 %.
Томатная паста может использоваться для изготовления кетчупа, восстановленного томатного сока и других продуктов на томатной основе. В небольших количествах используется для обогащения аромата соусов. Томатную пасту добавляют в супы, используют как основу соуса для пиццы.

## История
Томатная паста — продукт, традиционный для юга Италии, где издавна принято сушить размятые помидоры на деревянных противнях на жарком августовском солнце.
В СССР различали томатные пасты несолёную и солёную, с содержанием сухих веществ от 27 до 37 %. Несолёная томатная паста выпускалась в жестяных или стеклянных банках различной ёмкости, а солёная паста — в бочках. Томатную пасту высшего сорта характеризовал оранжево-красный цвет, в то время как паста первого сорта может иметь коричневый оттенок.
Согласно советскому ГОСТ 3343-89 томатной пастой может называться такой продукт, в котором содержание сухих веществ составляет не менее 25 % (от 25 % до 40 %). По ГОСТу концентрированные томатные продукты должны иметь томатное происхождение, в её содержании не допускается наличие красителя Е124 и крахмала. Содержание хлорида натрия ограничивается вплоть до 1,5 %.

## Приготовление
Томатная паста готовится из спелых томатов путём протирания и уваривания их до концентрированной массы, с содержанием сухих веществ от 25 до 40 %. Когда продукт состоит из 12-20 % сухих веществ, это томатное пюре. Содержание в продукте сухих веществ помидоров в количестве 25- 40 % свидетельствует о том, что это томатная паста.